# Clement Quartey
Clement Quartey (Accra, Costa de Oro; 12 de abril de 1938 – Londres, 2 de noviembre de 2024) fue un boxeador ghanés de la categoría de peso superligero y hermano del también boxeador  Ike Quartey.

## Carrera
Participó en los Juegos Olímpicos de Roma 1960 donde avanzó directamente a la segunda ronda en la que eliminó a Mohamed Boubekeur de Marruecos por decisión unánime, en la tercera ronda eliminó a Khalid Al-Karkhi de Irak por decisión unánime, en los cuartos de final eliminó a Kim Deuk-bong de Corea del Sur, y superó la semifinales por el abandono de Marian Kasprzyk de Polonia. Terminó perdiendo la pelea por la medalla de oro ante Bohumil Němeček de Checoslovaquia por decisión unánime, pero terminó siendo el primer medallista olímpico de Ghana en la historia.
También participó en los Juegos de la Mancomunidad de 1962 en Perth, Australia donde ganó la medalla de oro al vencer en la final a Dick McTaggart de Escocia.